# Karl Aegerter
Pour les articles homonymes, voir Aegerter.
Karl Aegerter, né à Berne (Suisse) le 16 mars 1888 et mort le 12 mai 1969 à Bâle (Suisse), est un peintre, dessinateur, graveur, muraliste, illustrateur et sculpteur suisse. Ses œuvres sont souvent comparés à celles d'Edvard Munch.